# 浪江車站
37°29′31.7″N 140°59′24.1″E / 37.492139°N 140.990028°E
浪江車站（日语：／ Namie eki */?），是東日本旅客鐵道（JR東日本）常磐線的鐵路車站，位於福島縣双葉郡浪江町。
2011年3月11日發生東日本大地震，此站雖未受海嘯破壞，但因福島第一核電廠事故，車站在該廠的方圓20公里警戒區內，而長期停業。2013年4月1日起，此站周邊地區放射線下降，而改列為避難指示解除準備區，不再管制人員進出，但仍禁止夜宿。2015年3月10日，日本政府召開復興推進會議，配合放射線除污作業進展，訂出常磐線分段復駛的預定時程。其中小高車站至浪江車站間預計在2017年春季復駛，浪江車站已於同年4月1日恢復營業，但浪江車站至富岡車站間路段因為屬於年放射線量達50mSv的「歸還困難區」。隨着不通區域內的車站重建工程於2018年8月正式展開，包括该站在内的常磐线全部区间已于2020年3月14日恢复运行。

## 概要
浪江車站為地面車站，有兩座月台、三股軌道，站房與月台間設有跨線橋。在震災前原本是派有站長執勤的直營站，設有綠色窗口及自動售票機。2017年4月1日恢復營業起不再設綠色窗口，而以可發售對號座位的自動售票機取代。2020年3月14日隨著浪江富岡間恢復通車而納入東京近郊區間及Suica首都圈範圍，並導入遠端服務的「Smart Station for EXPRESS」系統而改為無人站。
此站所在的浪江町，為福島縣濱通地區夜之森以北僅次於相馬市及南相馬市的第三大人口聚居地，因此站前設有許多商店。

### 月台配置
| 站台 | 线路    | 方向 | 目的地                     |
| ---- | ------- | ---- | -------------------------- |
| 1    | ■常磐線 | 上行 | 开往磐城・水户・上野方向   |
| 2    | ■常磐線 | 下行 | 开往原之町・相马・仙台方向 |
| 3    | ■常磐線 |      | 待避线                     |

## 使用情況
根據JR東日本，2000年度（平成12年度）- 2018年度（平成30年度）1日平均上車人次推移如下表。
| 上車人次推移       | 上車人次推移     | 上車人次推移                              | 上車人次推移    |
| 年度               | 1日平均 上車人次 | 備註                                      | 來源            |
| ------------------ | ---------------- | ----------------------------------------- | --------------- |
| 2000年（平成12年） | 1,057            |                                           | [ 利用客数 1 ]  |
| 2001年（平成13年） | 1,061            |                                           | [ 利用客数 2 ]  |
| 2002年（平成14年） | 1,008            |                                           | [ 利用客数 3 ]  |
| 2003年（平成15年） | 1,011            |                                           | [ 利用客数 4 ]  |
| 2004年（平成16年） | 921              |                                           | [ 利用客数 5 ]  |
| 2005年（平成17年） | 904              |                                           | [ 利用客数 6 ]  |
| 2006年（平成18年） | 839              |                                           | [ 利用客数 7 ]  |
| 2007年（平成19年） | 836              |                                           | [ 利用客数 8 ]  |
| 2008年（平成20年） | 826              |                                           | [ 利用客数 9 ]  |
| 2009年（平成21年） | 792              |                                           | [ 利用客数 10 ] |
| 2010年（平成22年） | 734              |                                           | [ 利用客数 11 ] |
| 2011年（平成23年） | 営業休止         | 2011年3月11日以降 原発事故により 営業休止 |                 |
| 2012年（平成24年） | 営業休止         | 2011年3月11日以降 原発事故により 営業休止 |                 |
| 2013年（平成25年） | 営業休止         | 2011年3月11日以降 原発事故により 営業休止 |                 |
| 2014年（平成26年） | 営業休止         | 2011年3月11日以降 原発事故により 営業休止 |                 |
| 2015年（平成27年） | 営業休止         | 2011年3月11日以降 原発事故により 営業休止 |                 |
| 2016年（平成28年） | 営業休止         | 2011年3月11日以降 原発事故により 営業休止 |                 |
| 2017年（平成29年） | 18               | 4月1日営業再開                            | [ 利用客数 12 ] |
| 2018年（平成30年） | 24               |                                           | [ 利用客数 13 ] |

## 相鄰車站
東日本旅客鐵道
■常磐線
雙葉－浪江－桃內

### 使用情況
1. ↑  . 東日本旅客鉄道.   [2019-03-03]. （原始内容存档于2019-03-27）.
2. ↑  . 東日本旅客鉄道.   [2019-03-03]. （原始内容存档于2019-03-27）.
3. ↑  . 東日本旅客鉄道.   [2019-03-03]. （原始内容存档于2019-03-27）.
4. ↑  . 東日本旅客鉄道.   [2019-03-03]. （原始内容存档于2019-03-27）.
5. ↑  . 東日本旅客鉄道.   [2019-03-03]. （原始内容存档于2019-03-27）.
6. ↑  . 東日本旅客鉄道.   [2019-03-03]. （原始内容存档于2019-03-27）.
7. ↑  . 東日本旅客鉄道.   [2019-03-03]. （原始内容存档于2019-03-27）.
8. ↑  . 東日本旅客鉄道.   [2019-03-03]. （原始内容存档于2019-04-02）.
9. ↑  . 東日本旅客鉄道.   [2019-03-03]. （原始内容存档于2019-03-27）.
10. ↑  . 東日本旅客鉄道.   [2019-03-03]. （原始内容存档于2019-03-27）.
11. ↑  . 東日本旅客鉄道.   [2019-03-03]. （原始内容存档于2019-03-27）.
12. ↑  . 東日本旅客鉄道.   [2019-03-03]. （原始内容存档于2019-03-25）.
13. ↑  . 東日本旅客鉄道.   [2019-07-06]. （原始内容存档于2020-05-14）.

## 外部連結
- 車站資訊（浪江）：東日本旅客鐵道